# Polyarthra remata
Polyarthra remata är en hjuldjursart som beskrevs av Aleksandr Skorikov 1896.
Polyarthra remata ingår i släktet Polyarthra och familjen Synchaetidae. Arten är reproducerande i Sverige. Inga underarter finns listade i Catalogue of Life.